# فرنسيس بليك
فرنسيس بليك (بالإنجليزية: Francis Blake)‏ هو مهندس ومخترِع أمريكي، ولد في 1850 في نيدهام في الولايات المتحدة، وتوفي في 1913 في Weston, Massachusetts ‏ في الولايات المتحدة.